# Alexandre Ilitch Roudakov
 (juillet 2025).
Si vous disposez d'ouvrages ou d'articles de référence ou si vous connaissez des sites web de qualité traitant du thème abordé ici, merci de compléter l'article en donnant les références utiles à sa vérifiabilité et en les liant à la section « Notes et références ».
Alexandre Ilitch Roudakov (russe : Александр Иванович Рудаков ; 1817-1875) était un officier de la marine russe et le directeur de la Compagnie russe d'Amérique de 1853 à 1854.

## Biographie
Alexandre Ilitch Roudakov a été formé comme corps de cadet de la marine russe. Au cours des années 1830, il effectue des tournées dans les mers Baltique, Noire et Méditerranée, participant à des opérations contre l'Imam Chamil. Roudakov fut finalement promu vice-amiral le 1er janvier 1865 et prit sa retraite 5 ans plus tard.